# 宇宙人王さんとの遭遇
『宇宙人王さんとの遭遇』（うちゅうじんワンさんとのそうぐう、原題：L'arrivo di Wang）は、2011年のイタリアの映画。

## あらすじ
中国語通訳のガイアは、2時間で2000ユーロという破格の報酬につられて急に入ってきた依頼を承諾する。しかし、仕事内容については機密とされ、目隠しをされて厳重に警備された地下室に連れていかれた。その地下室で中国語を話す王(ワン)さんと遭遇する。 

## スタッフ
- 監督：アントニオ・マネッティ、マルコ・マネッティ
- 脚本：アントニオ・マネッティ、マルコ・マネッティ
- 製作：アントニオ・マネッティ、マルコ・マネッティ
- 撮影：アレッサンドロ・キオド
- 音楽：アルド・デ・スカルツィ

## キャスト
- エンニオ・ファンタスティキーニ：キュルティ - 国家機関局長
- フランチェスカ・クティカ：ガイア - 中国語通訳
- ジュリエット・エセイ・ジョセフ：アモニーケ
- アントネッロ・モッローニ：マックス
- ジャーデー・ジラルディ：ファルコ医師
- アンジェロ・ニコタラ：将軍
- リ・ヤング：王さん（声のみ）